# Saint-Michel (Gers)
Saint-Michel is een gemeente in het Franse departement Gers (regio Occitanie) en telt 253 inwoners (2004). De plaats maakt deel uit van het arrondissement Mirande.

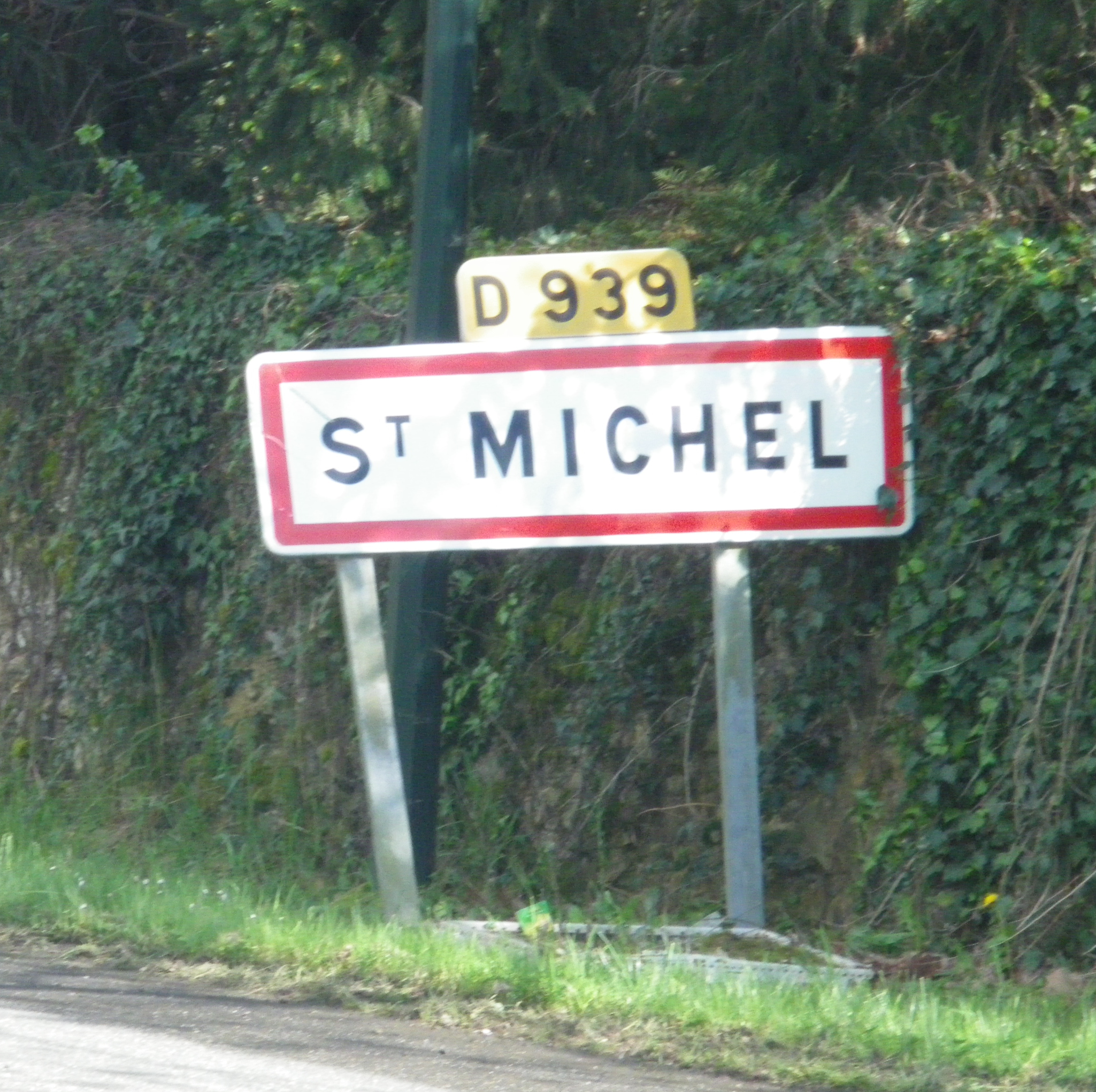
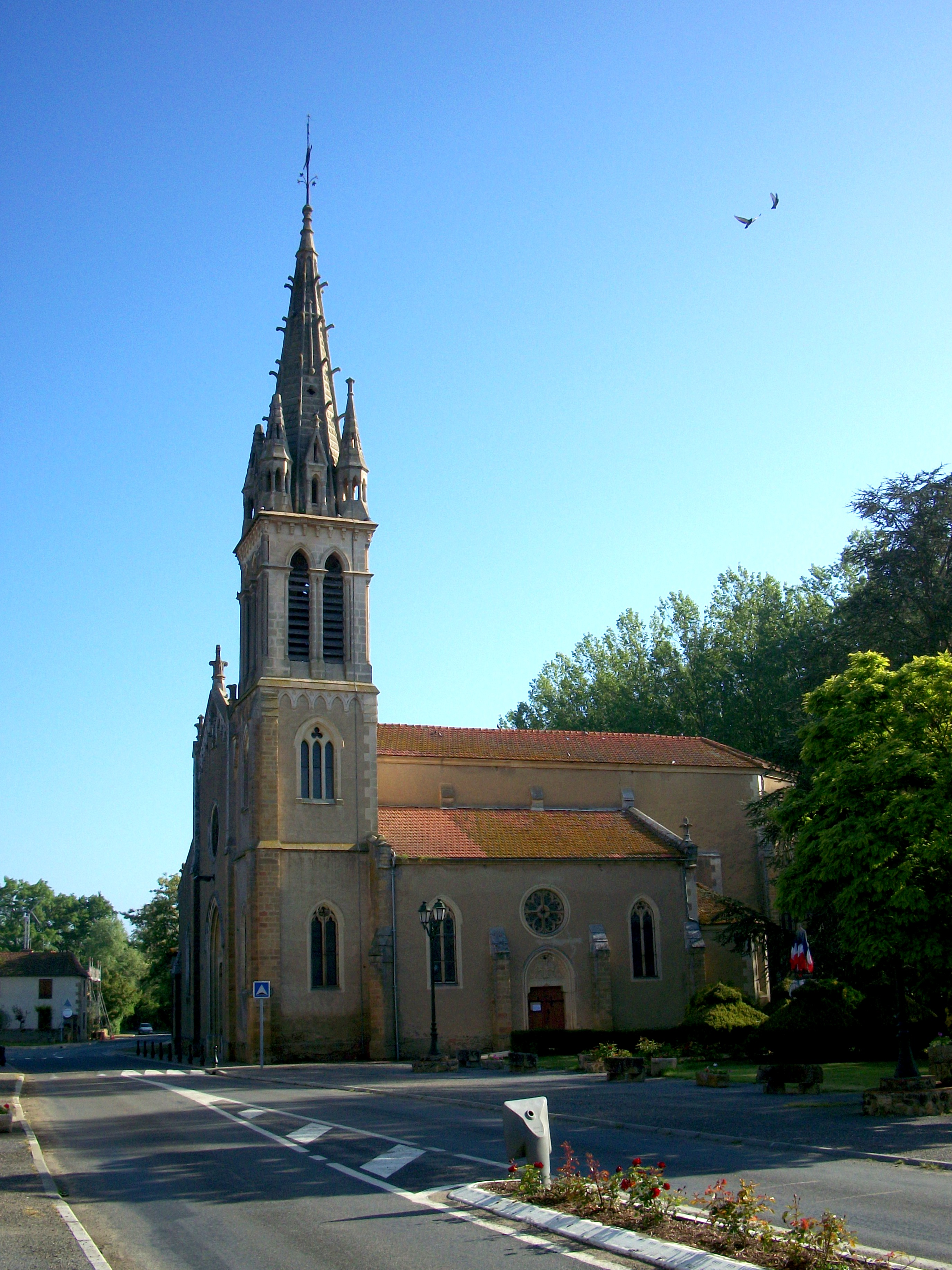
Kerk van Saint-Michel
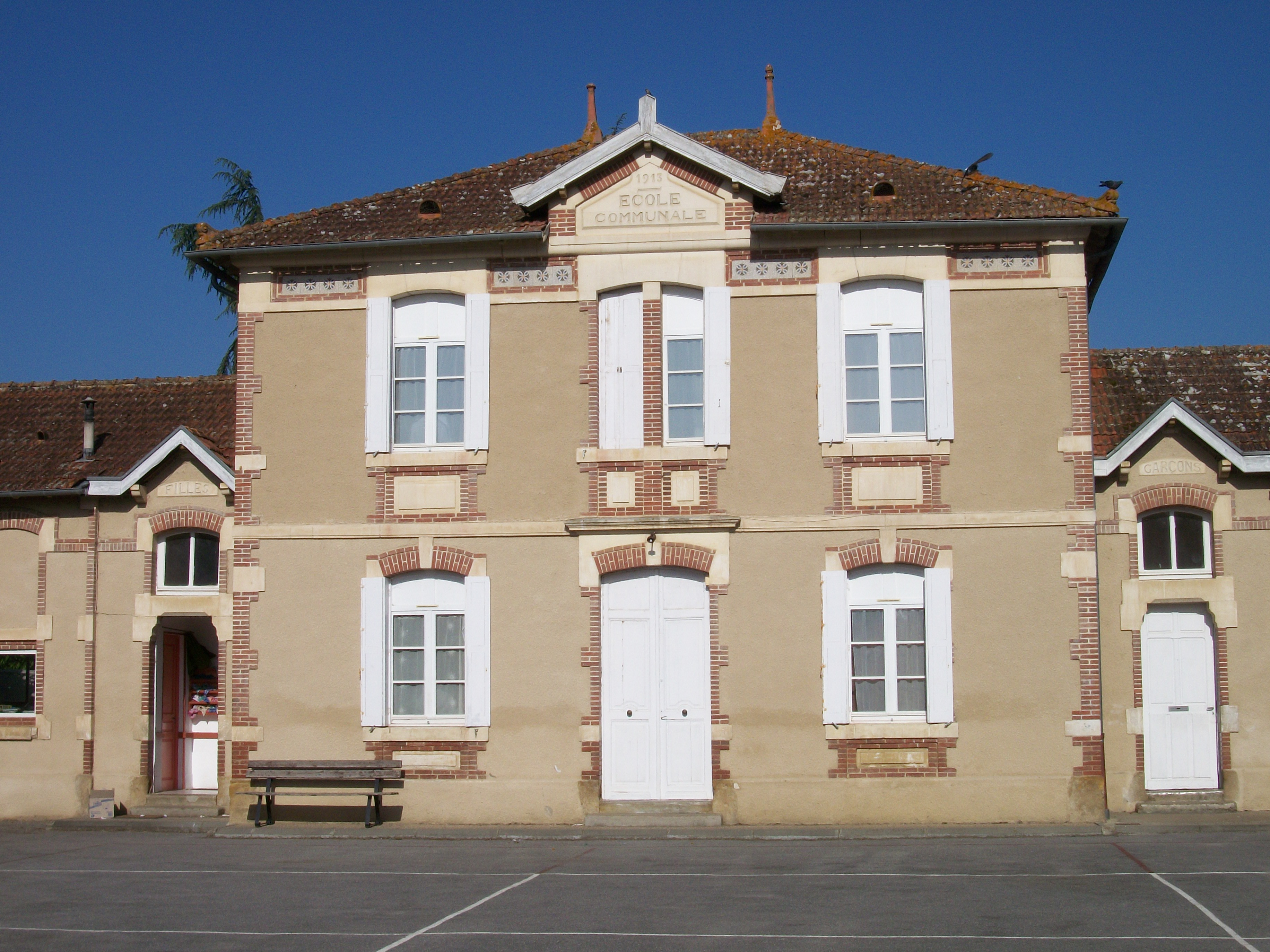
School van Saint-Michel

## Geografie
De oppervlakte van Saint-Michel bedraagt 16,2 km², de bevolkingsdichtheid is 15,6 inwoners per km².
De onderstaande kaart toont de ligging van Saint-Michel (Gers) met de belangrijkste infrastructuur en aangrenzende gemeenten.

## Demografie
Onderstaande figuur toont het verloop van het inwonertal (bron: INSEE-tellingen).

1. ↑  Populations de référence 2022.